# PalaEinaudi
L'impianto sportivo Luigi Einaudi, più comunemente PalaEinaudi è un palazzetto dello sport di Moncalieri.
L'impianto è di proprietà comunale, si affaccia su corso Savona a breve distanza dalla stazione di Moncalieri e all'ombra del castello di Moncalieri.
Il PalaEinaudi è la sede delle attività che gravitano attorno al mondo PMS Basketball e vi giocano tutte le formazioni maschili e femminili senior e giovanili.
Ospita le partite casalinghe della Libertas Moncalieri in Serie A3 e della PMS Basketball, che milita in Serie B.